# 常达
常达（?—?），陕人，隋代时官至鹰扬郎将，唐代官至陇州刺史，不久便辞世。

## 生平
常达最初在隋为将，一直做到了鹰扬郎将，他跟随李渊多次征讨敌人，颇得李渊亲厚。李渊起兵反隋后常达跟随宋老生前去讨伐却反被败，于是常达因为害怕而自行躲了起来。后来李渊说常达已经死了并派人去检验尸体复核，不得不再次出去见李渊，但是李渊很高兴，依旧让常达统领军队。武德元年，时任陇州刺史的常达遇到西秦军攻城，成功防御多次攻击后又在宜禄川进行了一次反击战并斩首千余级。当时见形势不利的薛仁杲派出手下仵士政诈降，常达不疑有他，非常欣喜地接受了这一股“降军”，却不想被绑架，连同守城的两千士卒和陇州城一起不得不被西秦所拿下。在遇见西秦将领张贵后，由于其忠坚不屈的回应差点被杀，因此也在浅水原之战结束后被李渊称赞了其忠节，特地嘱咐令狐德棻要记入史册。随后常达复拜陇州刺史，在任上去世。

## 延伸阅读
[在维基数据编辑]
 《舊唐書/卷187上》，出自刘昫《舊唐書》
 《新唐書·卷191》，出自《新唐書》

### 书目
- 旧唐书
- 资治通鉴

### 引用
1. ↑  《旧唐书》列传第一三七：“数从高祖征伐甚蒙亲待”
2. ↑  《旧唐书》列传第一三七：“及义兵起达在霍邑从宋老生来拒战老生败达惧自匿不出”
3. ↑  《旧唐书》列传第一三七：“高祖谓达已死令人阅尸求之”
4. ↑  《旧唐书》列传第一三七：“及达奉见高祖大悦以为统军”
5. ↑  《旧杨树》列传第一三七：“武德初拜陇州刺史”
6. ↑  《旧唐书》列传第一三七：“时薛举屡攻之不能克”
7. ↑  《资治通鉴》卷一八六：“庚申陇州刺史陕人常达「隋志扶风汧源县西魏之东秦州也后改为陇州大业三年废州并入扶风郡义宁二年析扶风郡之汧源汧阳南由安定郡之华亭置陇东郡唐受禅改为陇州陕失冉翻」击薛仁果于宜禄川「宜禄川在豳泾二州间贞观二年析豳之新平及泾之保定灵台置宜禄县」斩首千馀级”
8. ↑  《旧唐书》列传第一三七：“乃遣其将仵士政以数百人伪降达”
《资治通鉴》卷一八六：“薛仁果屡攻常达不能克乃遣其将仵士政以数百人诈降”
9. ↑  《旧唐书》列传第一三七：“达不之测厚加抚接”
10. ↑  《资治通鉴》卷一八六：“乙丑士政伺隙以其徒劫达拥城中二千人降于仁果”
《旧唐书》列传第一三七：“士政伺隙以其徒劫达拥城中二千人而叛”
11. ↑  《资治通鉴》卷一八六：“奴贼帅张贵谓达曰汝识我乎「帅所类翻」达曰汝逃死奴贼耳贵怒欲杀之人救之得免”
12. ↑  《旧唐书》列传第一三七：“及仁杲平高祖见达谓曰卿之忠节便可求之古人命起居舍人令狐德棻曰刘感常达须载之史策也”
13. ↑  《旧唐书》列传第一三七：“复拜陇州刺史卒”